# مشتاق اصفهانی
میر سید علی اصفهانی، متخلص به مشتاق (زاده سال ۱۱۰۰ یا ۱۱۰۱ هجری قمری) از سادات حسینی اصفهان است. وی از شاعران عصر نادر شاه افشار است. وی از بنیانگذاران دوره بازگشت بود. او به سبک عراقی شعر می‌سرود. مشتاق، هم‌دورهٔ آذر بیگدلی و هاتف اصفهانی بود. او در سال ۱۱۶۹ یا ۱۱۷۰ هجری قمری، در اصفهان درگذشت و در گورستان تخت فولاد اصفهان به خاک سپرده‌شد.

## مشتاق اصفهانی، پیشاهنگ شیوه‌ای نوین
زمزمه‌های روی گردانی از سبک دورهٔ صائب، مقارن عصر فترت پس از صفویان زمانی بالا گرفت که میر سید محمدعلی مشتاق با تأسیس انجمن ادبی اصفهان، کاروان سالاری آن را عهده‌دار شد و با کمک یاران و همفکران خود این نهضتی را به سرانجامی توفیق‌آمیز نزدیک کرد.
میر سید محمد علی از طبقهٔ سادات اصفهان بود و در این شیوه تازه، به یک معنی طریقهٔ محتشم را که در آغاز عهد صفویان تا حدی با شیوهٔ پیشنیان هم مربوط می‌شد بازآفرینی کرد. مشتاق با بازگشت به شیوهٔ قدما تا حد معتدلی علاقه به صنایع بدیعی را هم که در عصر صائب از یاد رفته بود، از نو برانگیخت. او در شیوهٔ قدما به طرز گویندگان عراق و فارس توجه داشت. گروه زیادی از شاعران معاصر وی مانند آذر، میرزا نصیر، صباحی، هاتف اصفهانی، عاشق، صهبا با او ارتباط و دوستی و هم قدمی داشتند و مشتاق بر گردن برخی از آن‌ها حق استادی داشت.

## نمونه شعر
| «سر عشق»                              |  |                                     |
| خوش آن گروه که در بر رخ از جهان بستند |  | ز کائنات بریدند و با تو پیوستند     |
| به سر عشق کجا پی برند اهل خرد         |  | مگر کنند فراموش آنچه دانستند        |
| مخور به مرگ شهیدان کوی عشق افسوس      |  | که دوستان حقیقی به دوست پیوستند     |
| مجو تلافی بیداد از بتان کاین قوم      |  | نمک زنند بر آن دل که از جفا خستند   |
| جماعتی که کنند از ستم فغان، مشتاق     |  | نه عاشق‌اند، که تهمت به خویشتن بستند |

## بیت مشهور
این بیت مشتاق بسیار مشهور است:
| رسمی‌است کهن که شحنهٔ عشق |  | هشیار به جای مست گیرد |